# نخر جبني

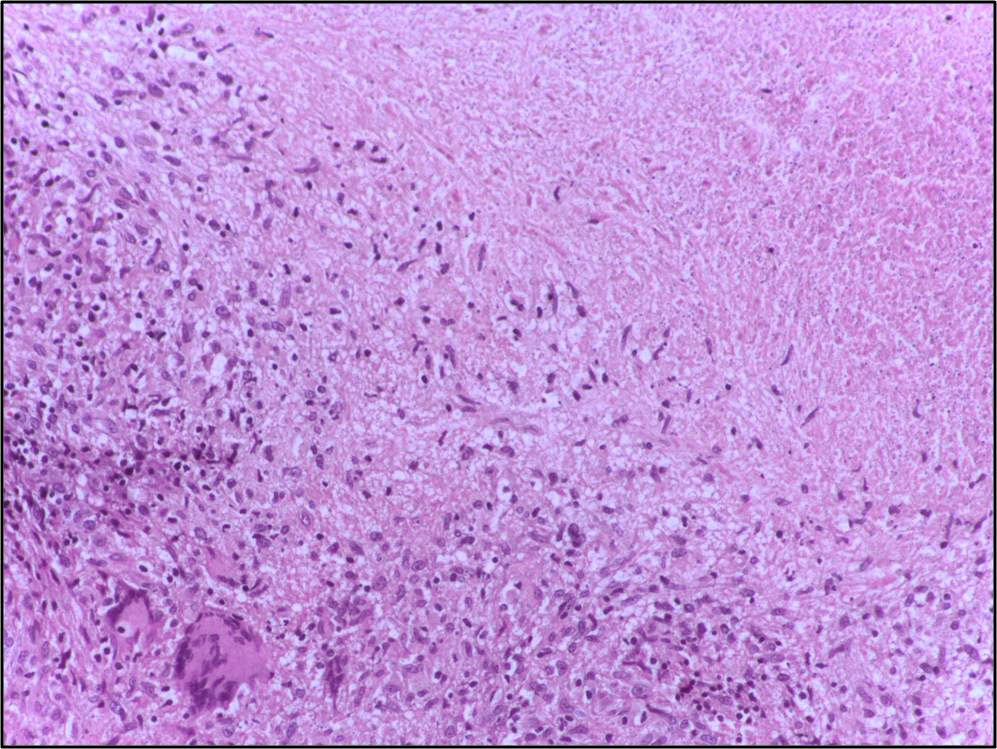
صورة مجهرية توضح النخر الجبني للعقدة الليمفاوية السلية. تلوين H&E. يتم الحصول على العينات النسيجية عادة من العقد الليمفاوية فوق الترقوة لإثبات النخر الجبني.

نخر جبني أو انحطاط الجبني  (/ˈkeɪsiəs/) (بالإنجليزية: Caseous necrosis or caseous degeneration) هو شكل فريد من موت الخلايا في الأنسجة التي تحافظ على الجبن مثل المظهر. وهو أيضًا شكل مميز من أشكال النخر التخثرى. يظهر النسيج الميت على شكل كتلة خلايا ميتة بروتينية ناعمة وبيضاء.

## علم أصول الكلمات
تعني كلمة متجبن caseous «المتعلقة أو المتصلة الجبن»،  ويأتي من الكلمة اللاتينية caseus «الجبن».  يشير النخر إلى حقيقة أن الخلايا لا تموت بطريقة مبرمجة ومنظمة كما هو الحال في موت الخلايا المبرمج.

## الأسباب
في كثير من الأحيان، يحدث نخر جبني في بؤر عدوى السل.  كما يمكن أن يكون سببه مرض الزهري وبعض الفطريات.

## الفيزيولوجيا المرضية
يبدأ هذا عندما يتعرف الجسم على العدوى وتبدأ الضامة في عزل الكائنات الحية الدقيقة أو مسببات الأمراض. عندما تطلق البلاعم مواد كيميائية تهضم الخلايا، تبدأ الخلايا في الموت. عندما تموت الخلايا فإنها تتفكك ولكن لا يتم هضمها بالكامل ويتجمع حطام الخلايا المفككة معًا مكونًا كتلة حبيبية ناعمة تشبه الجبن.  عندما يبدأ موت الخلية، يتشكل الورم الحبيبي ويستمر موت الخلايا، وتتوسط الاستجابة الالتهابية تفاعل فرط الحساسية من النوع الرابع.
تشير بعض البيانات إلى أن التشكل الظهاري ووظيفة الحاجز المرتبطة بها من الضامة المضيفة المرتبطة بالأورام الحبيبية قد تمنع التصفية المناعية الفعالة للبكتيريا الفطرية.

## مظهر خارجي
في حالة النخر الجبني، لا يتم الحفاظ على بنية نسيجية. في الفحص المجهري مع تلطيخ H&E ، يتميز بمناطق نخرية وردية اللون محاطة بعملية التهابية حبيبية.
عندما تصاب العقدة الليمفاوية النقيرية بالسل على سبيل المثال وتؤدي إلى نخر جبني، يمكن أن يكون مظهرها الإجمالي لونًا أسمرًا جبنيًا إلى اللون الأبيض، وهذا هو السبب في أن هذا النوع من النخر غالبًا ما يتم تصويره على أنه مزيج من كل من النخر التخثرى والتسييل.

ومع ذلك، في الرئة، يعد النخر الجبني الواسع مع الأورام الحبيبية الجبن المتكدسة أمرًا نموذجيًا. يكون تدمير الأنسجة واسع النطاق لدرجة أن هناك مناطق من التجويف (تُعرف أيضًا باسم الفراغات الكيسية). انظر مجمع غون.

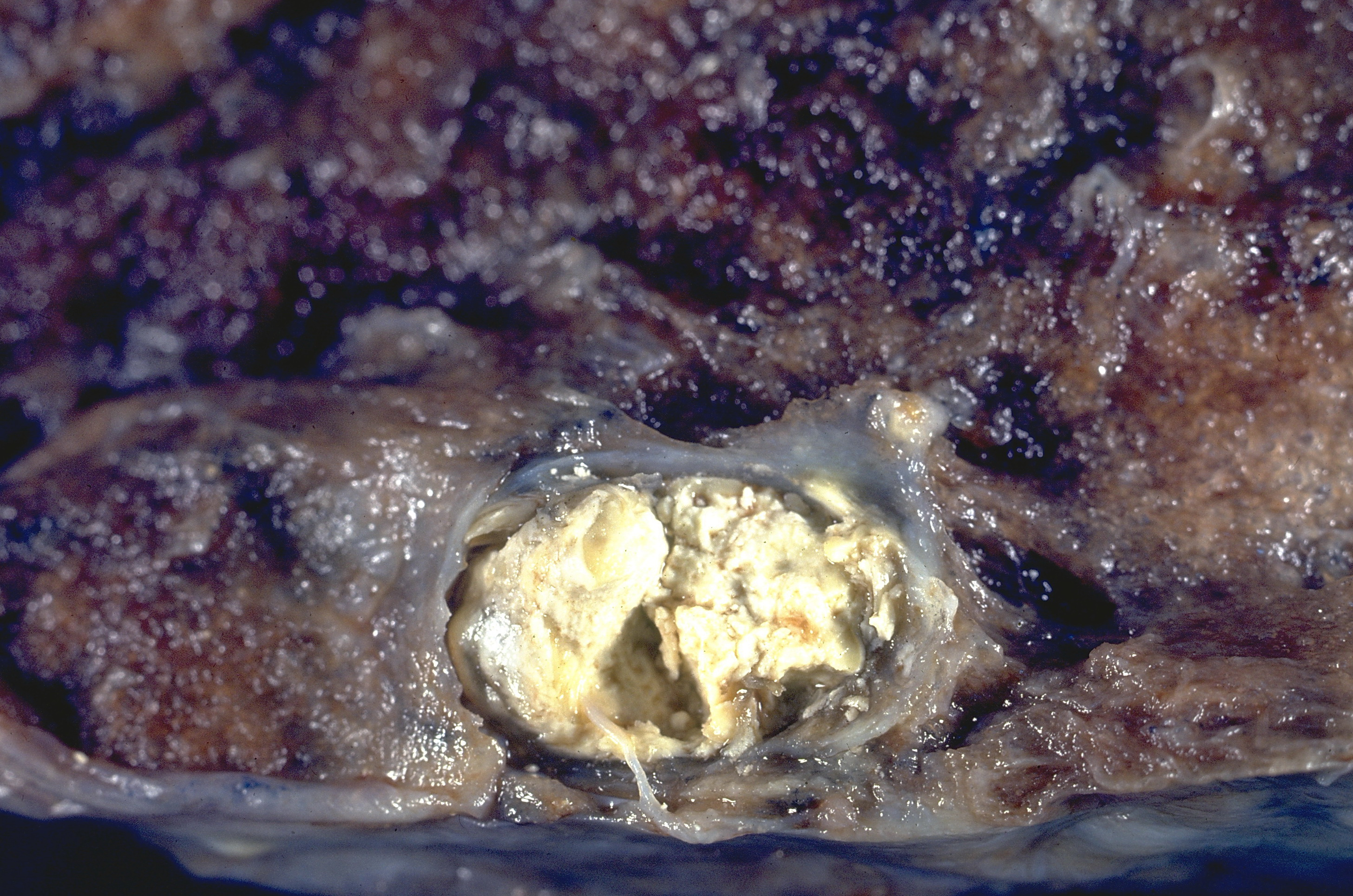
نخر جبني في غشاء الجنب
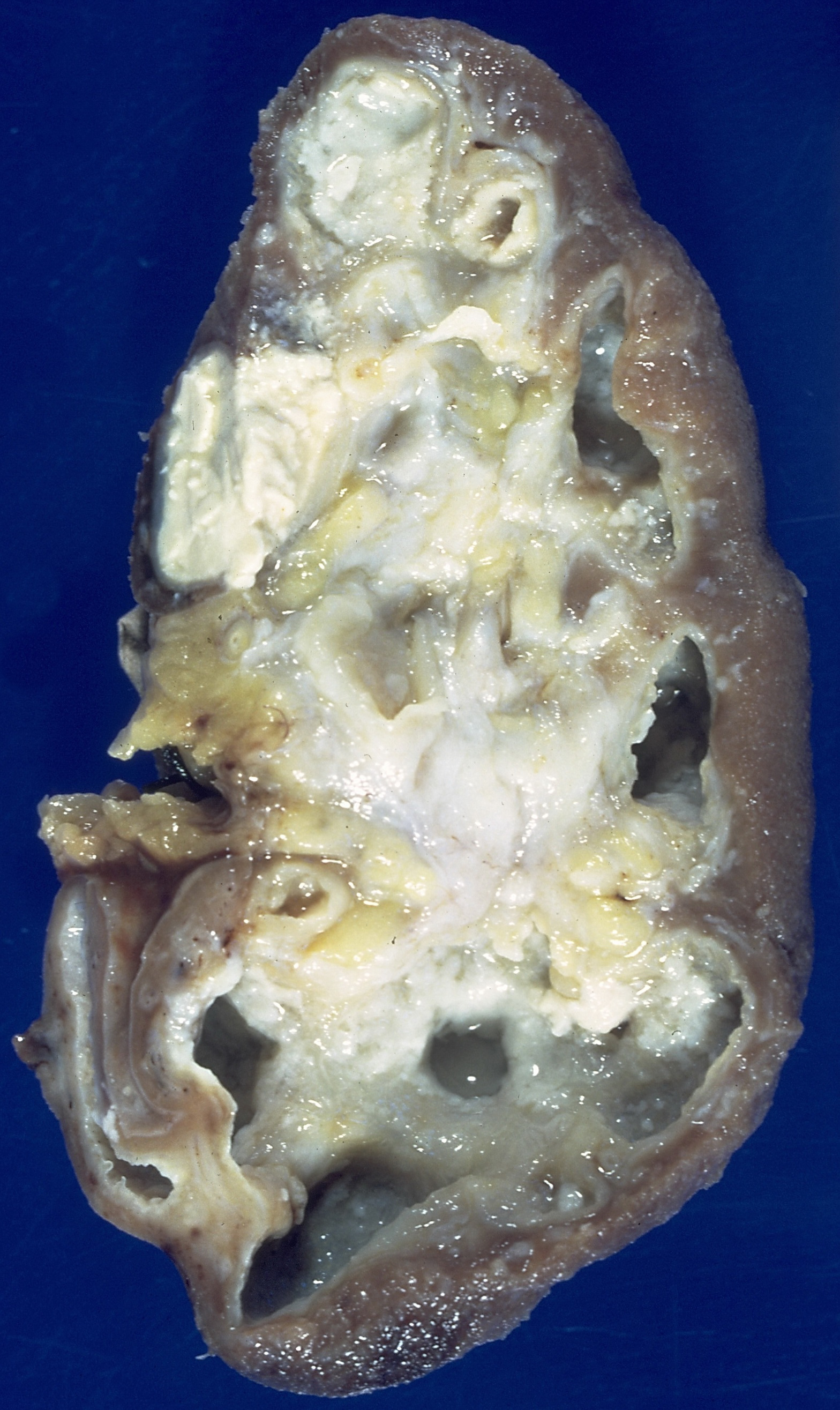
نخر جبني في الكلى

## روابط خارجية
- صور مجهرية للنخر الجبني
- صورة العقدة الليمفاوية النقيرية توضح النخر الجبني
- صورة لورم حبيبي غلافي لمرض السل في الغدة الكظرية